# 北見競馬場
- 北見競馬場付近の空中写真。1977年撮影の2枚を合成作成。
- 国土交通省 国土地理院 地図・空中写真閲覧サービスの空中写真を基に作成

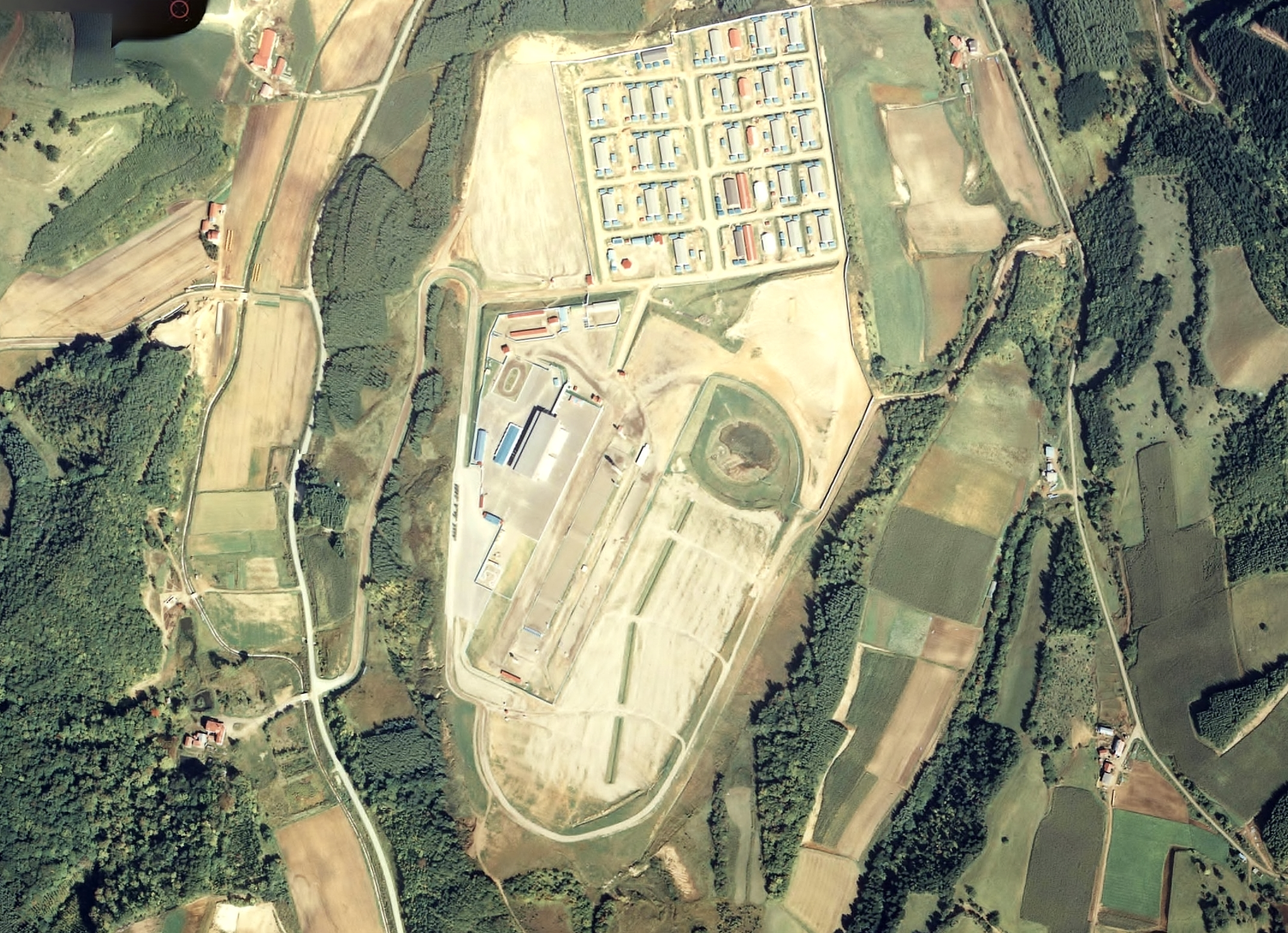
北見競馬場付近の空中写真。1977年撮影の2枚を合成作成。

北見競馬場（きたみけいばじょう）は、かつて北海道北見市にあった地方競馬の競馬場。

## 競馬場概要
- 所在地：北見市若松306番地
- 駐車場：無料（2000台）
- 収容人員：7120人
- 名物として『ばんば焼』（今川焼）があった。

旧北見競馬場は現在の東陵公園周辺にあった。1948年には開催初年度となる道営競馬（現・ホッカイドウ競馬）を北見で開催した記録があり、平地競走用周回コースも確保され、1957年までは平地競走も行っていた。その後1974年7月に現在地へ移転した北見競馬場は当初よりばんえい競馬専用となっており、4市開催時で唯一、平地競走を併催できない競馬場だった。
2006年度限りで北見市がばんえい競馬開催から撤退したため、2006年11月27日の開催をもって休止された後はばんえい競馬・ホッカイドウ競馬の場外発売所として使用していたが、2009年7月4日より新場外発売所「ミントスポット北見」での場外発売を開始、北見競馬場での場外発売は2009年6月29日で終了した。
跡地の一部は下水汚泥の堆肥化施設として活用することが決まっている他、北見工業大学のオホーツク地域創生研究パーク・地域と歩む防災研究センターが開設されている。

## 歴史
戦前は「野付牛競馬場」として地方競馬を開催していたが、戦後地方競馬が公営競馬として復活すると、北見市は競馬場を改修、「北見競馬場」として北海道が主催する道営競馬（現・ホッカイドウ競馬）と北見市が主催する市営競馬を開催した。当時の競馬場は北見市東陵町（現在の東陵公園周辺）に所在していたが、1974年に現在地に移転した。
道営競馬は1948年から開催されたが、1965年に撤退した。当初は平地競走を開催していたが1951年からばんえい競走も開始。平地競走は出走馬不足により1956年に廃止された。
市営競馬は1953年から開催されたが、1989年に道内で市営競馬を主催していた4市（旭川市・岩見沢市・帯広市・北見市）による一部事務組合である北海道市営競馬組合が発足。4市に所在する競馬場でばんえい競走を開催していたが、売上の減少による累積赤字増加のため2006年に存廃が議論され、結果帯広市が単独でばんえい競馬の開催継続を決定、北見市を含む3市は競馬開催から撤退。これに伴い北見競馬場・岩見沢競馬場・旭川競馬場でのばんえい競馬開催は休止され、組合も2007年3月で解散した。市営も当初は平地競走とばんえい競走を行っていたが、平地競走は1957年に廃止され、長らくばんえい競馬専用の競馬場として親しまれてきた。

## コース概要
ここではかつて行われていたばんえい競馬のコースについて記述する。
- 全長：直線200m、セパレートコース
- 第1障害：高さ1.1m、長さ10.5m
- 第2障害：高さ1.6m、長さ17m
- スタート〜第1障害36m、第1障害〜第2障害65m、第2障害〜ゴール71.5m
- 第2障害の勾配こそ緩いものの、障害後からゴールにかけて距離があるうえ約1メートルの登り勾配が続くことから、パワーと持久力が要求されるとされる。
- 現在、これらの構造物はすべて撤去された。

## アクセス

### タクシー
- 北見駅から約15分。若松スキー場＆北見ファミリーランドから約5分